# José de Magalhães Carneiro
José de Magalhães Carneiro foi um político brasileiro do estado de Minas Gerais.
Foi eleito deputado estadual na Assembleia Legislativa de Minas Gerais para a 2ª Legislatura (1951 - 1955), pelo PR. Foi substituído pelos deputados José Felipe da Silva, no período de 28/4 a 16/6/1953, e Carlos Vaz de Melo Megale, de 18 a 23/10/1954.